# Intercourse, Pennsylvania
Intercourse, Pennsylvania, är en by i Leacock Township, Lancaster County, Pennsylvania, USA, tio miles öster om Lancaster längs motorvägen PA 340. Liksom de närbelägna orterna Bird-in-Hand, Blue Ball och Paradise så är Intercourse en populär turistort. 

## Historia
Intercourse grundades 1754, men namnet var då Cross Keys, efter en lokal taverna. 1814 bytte orten namn till Intercourse. 

## Byggnader

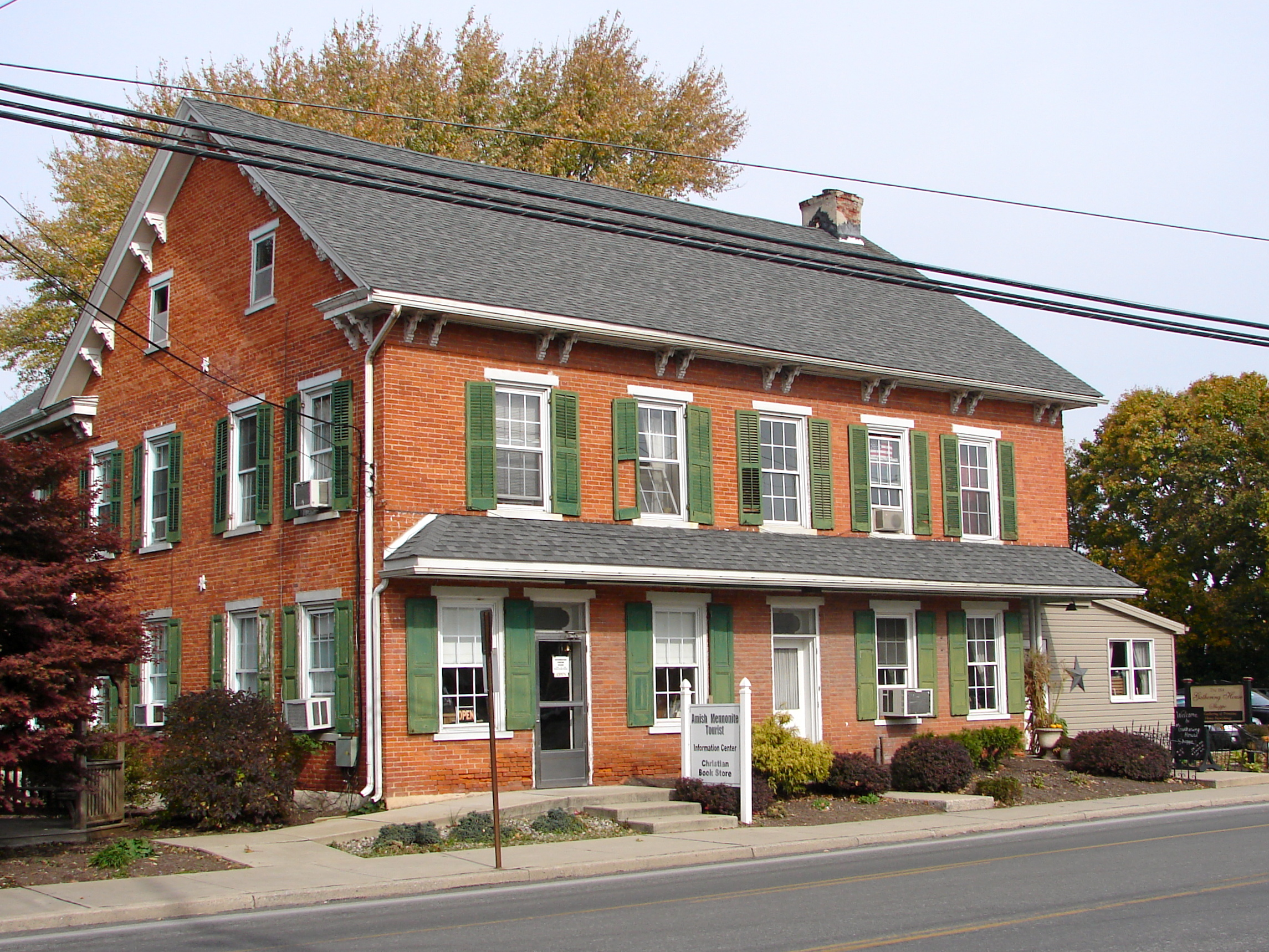
Amish and Mennonite Tourist Information Center

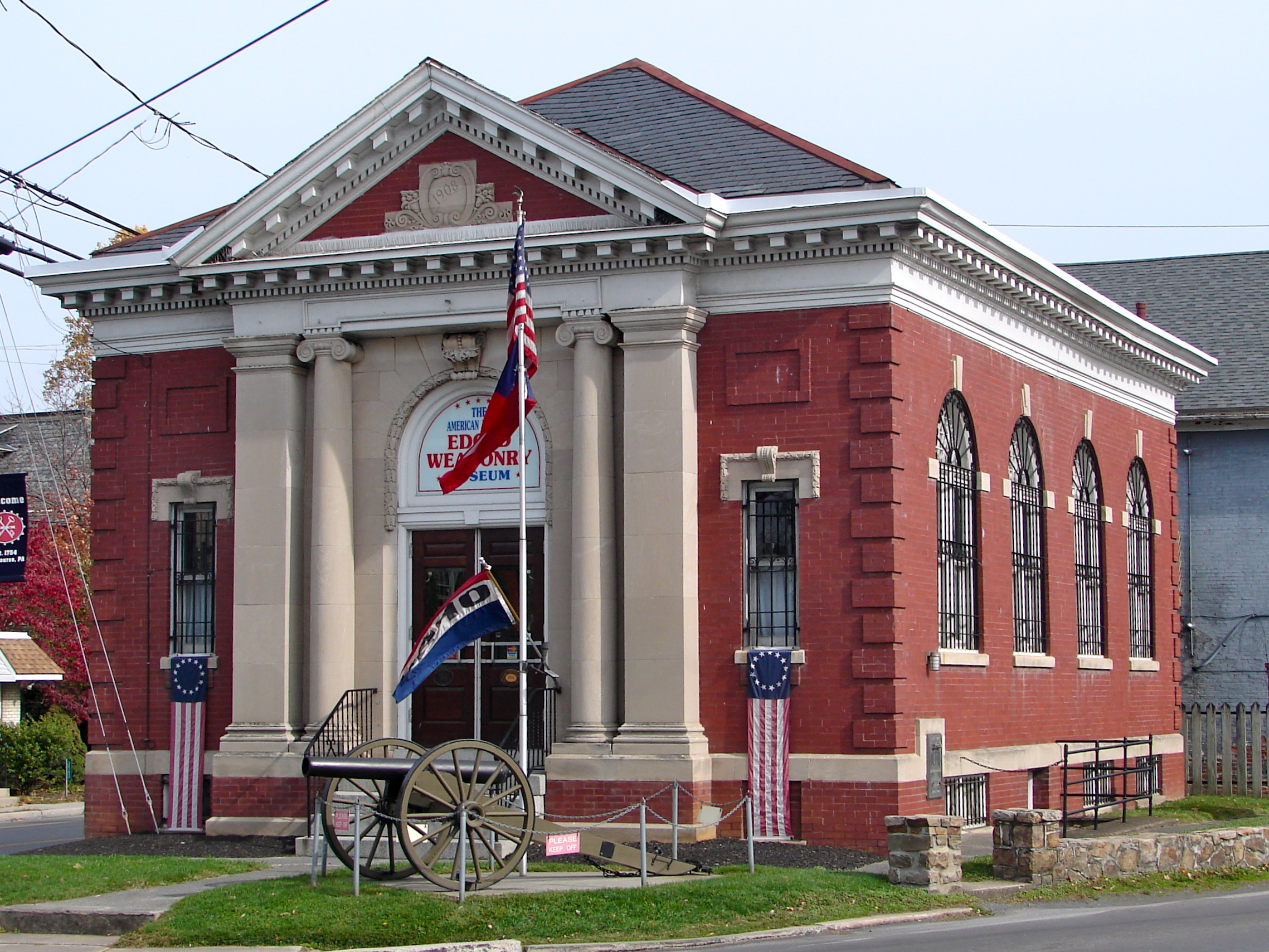
American Military Edged Weapons Museum

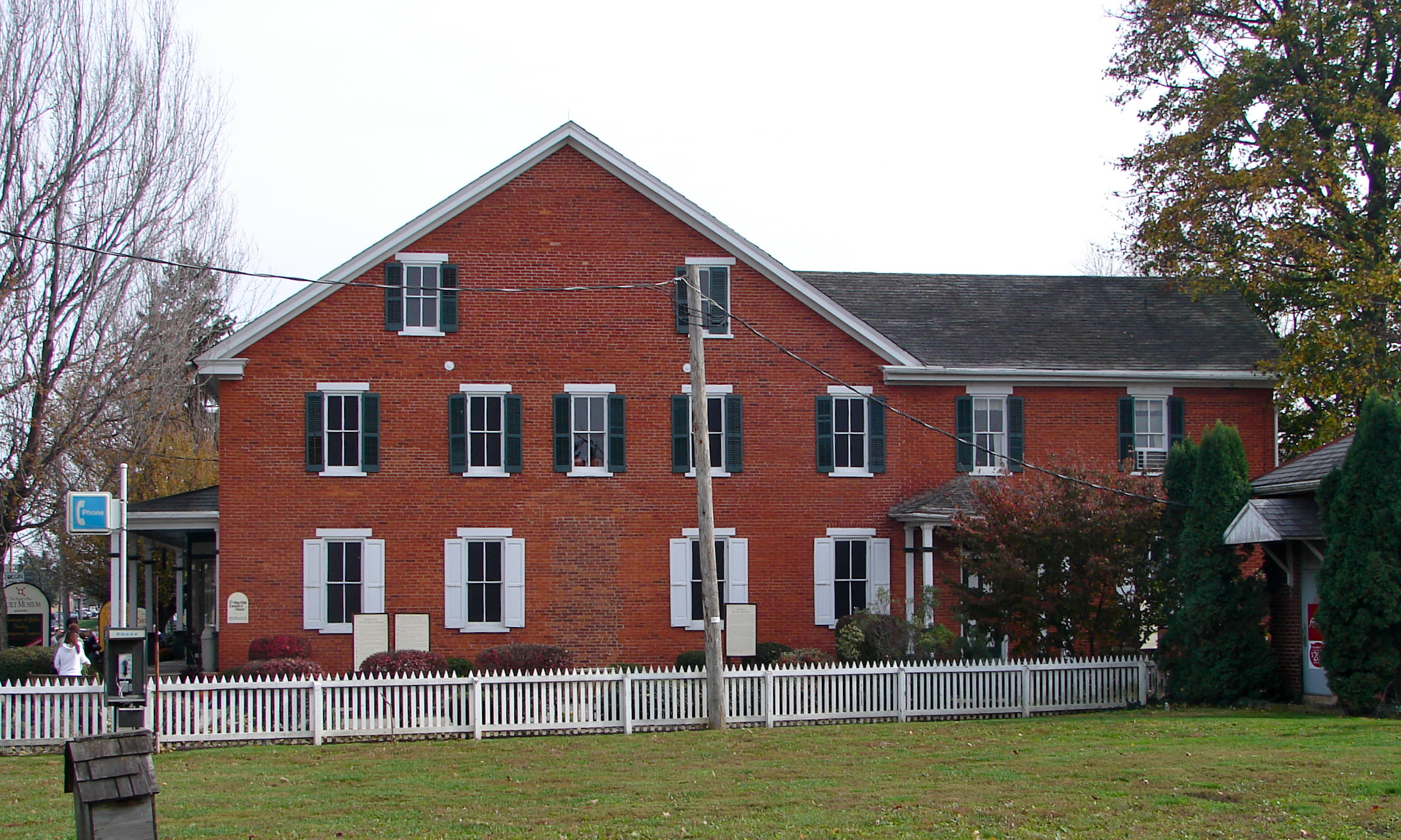
People's Place Quilt Museum

- American Military Edged Weaponry Museum[1]
- People's Place Quilt Museum[2]
- The People's Place[3]